# Tetraodorhina honorinae
Tetraodorhina honorinae är en skalbaggsart som beskrevs av Thierry Bourgoin 1927. Tetraodorhina honorinae ingår i släktet Tetraodorhina och familjen Cetoniidae. Inga underarter finns listade i Catalogue of Life.